# Галицька митрополія (1302—1401)
Галицька митрополія — митрополія Константинопольської православної церкви, утворена у 1302 (1303) році, що мала в підпорядкуванні Галицьку, Перемиську, Володимирську, Холмську, Луцьку та Турівську єпархії. Як митрополія, існувала з перервами до 1347 року, коли була перетворена на звичайну єпархію Київської митрополії. У 1371 році відновлена, у 1401 році втретє підпорядкована Київській митрополії.

## Історія

### За часів Королівства Русі
Наприкінці XIII століття через занепад Києва митрополит Київський Кирило III та його наступник Максим фактично перебралися у Володимиро-Суздальське князівство, яке було головним конкурентом Галицько-Волинського князівства за спадщину Київської Русі. Тому князі Лев Данилович та його наступник Юрій Львович клопотали перед Константинопольським патріархом про утворення нової митрополії для південно-західних руських князівств, зокрема, Галицько-Волинського.
У 1302–1303 роках Константинопольський патріарх Афанасій I та Візантійський імператор Андронік II Палеолог видали грамоту, згідно з якою Галицька єпархія отримувала статус митрополії. До її складу увійшли Галицька, Перемишльська, Володимирська, Холмська, Луцька та Турівська єпархії. Вона отримала номер 81 у диптиху митрополій Константинопольської православної церкви.
Першим митрополитом Галицьким був грек Ніфонт (пом. 1305), Успенський собор у Галичі — головним храмом.

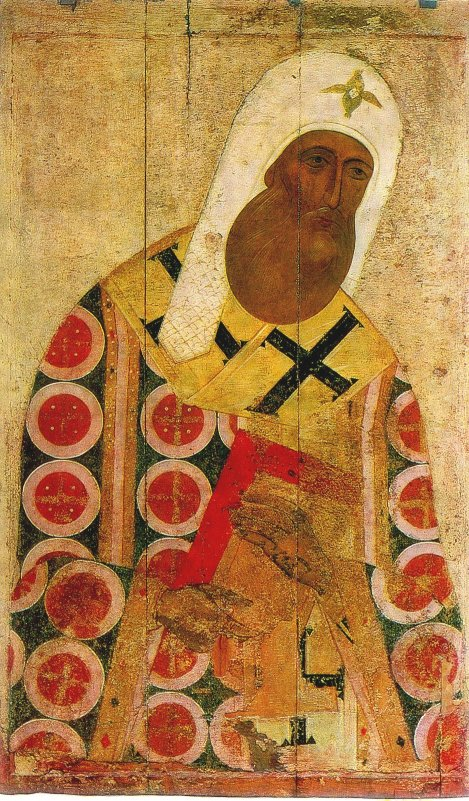
Петро Ратенський

Князь Юрій Львович запропонував ігумену Ратенського монастиря Петру обійняти Галицьку кафедру, на що той погодився. Його було відправлено до Константинополя. У той час помер Київський митрополит Максим, який де-факто перебував у Володимирі-на-Клязьмі. Тому князь Володимирський Михаїл Ярославович відправив до патріарха свого кандидата на київський престіл — ігумена Геронтія. Після довгих суперечок, які тривали до 1308 року, патріарх вирішив об'єднати дві митрополії на чолі з Митрополитом Київським і всієї Русі, яким призначив Петра. Він вибрав собі за резиденцію спочатку Володимир-на-Клязьмі, а у Москві шукав політичного притулку.
У 1331 році стараннями Галицько-Волинського князя Юрія II (Болеслава Тройденовича) та його тестя — великого литовського князя Гедиміна — Константинопольський патріарх Ісайя відновив Галицьку митрополію, призначивши митрополитом Гавриїла. У цей час західними землями Русі подорожував митрополит Київський і всієї Русі Феогност. Він домігся визнання його предстоятельства більшістю руських єпархій; непідпорядкованою Київській митрополії залишилася лише Галицька митрополія. Тому в 1332 році митрополит Феогност відвідав Константинополь, де домігся від патріарха ліквідації Галицької митрополії.
Близько 1337–1338 років єпископ Галицький Федір (Теодор) був у Константинополі, де домігся від патріарха відновлення Галицької митрополії. Після смерті Федора в 1347 році її було знову скасовано.

### За часів Королівства Русі в унії з Польщею
Після вигасання династії Романовичів у 1340-их роках у результаті війни за Галицько-Волинську спадщину територія Галицької єпархії відійшла до Королівства Русі, яке очолював також король Польщі Казимир ІІІ. Він, не бажаючи, щоб його піддані підпорядковувалися митрополитам, залежним від Великого князівства Московського, надіслав патріарху Константинопольському Філотею листа з проханням відновити Галицьку митрополію, інакше пообіцяв навернути всіх православних галичан в католицтво: 
|  | Від віків Галич був знаний усім країнам як митрополія, митрополичий стіл тут був з віку віків. Першим митрополитом був з благословенням Вашим Ніфонт, другим митрополитом Петро, третім митрополитом Гавриїл, четвертим митрополитом Теодор. Усі вони були на галицькім столі … Поставте Антонія митрополитом, щоб не зник і не пропав закон русинів. А якщо не буде Божого і Вашого благословення на цього чоловіка, то потім не жалуйтеся на нас: прийдеться хрестити русинів на латинську віру через відсутність митрополита на Руси. |

У такій ситуації, незважаючи на протести митрополита Київського, що на той час мав осідок у Москві Олексія Бяконта, у 1371 році патріарх висвятив на митрополита Галицького, Волинського і Литовського присланого кандидата — Антонія. Митрополит Галицький отримав право висвячувати єпископів і юрисдикцію на Галицьку, Перемишльську, Турівську й Володимирську єпархії. У 1376 році зверхність митрополита Антонія визнавав єпископ Холмський і Белзький Каліст.
У другій половині XIV — на початку XV століття юрисдикцію Галицького митрополита визнавали православні єпископи Молдови. У 1371 та 1376 роках митрополит Антоній рукоположив молдовських єпископів Йосифа та Мелетія.
Паралельно з цим Київський митрополит Кипріан, який до того об'єднав Київську, Литовську і Московську митрополії, домагався від патріарха підпорядкування Києву і Галицької митрополії. У 1391 році митрополит Антоній помер. Після його кончини Галицька кафедра близько двох років була вакантною. За цей час митрополит Кипріан підпорядкував Київській митрополії Холмську і Володимирську єпархії, які розташовувалися на території Великого князівства Литовського, а не Королівства Русі. В цей час Король Русі Володислав II Ягайло передав Галицьку та Перемиську єпахії під управління єпископу Луцькому і Острозькому Івану (Іоану), за що той заплатив королю 200 гривен. Король вислав Івана до Константинополя, як кандидата на галицький митрополичий престіл, однак патріарх не затвердив його через скаргу митрополита Київського Кипріана, в юрисдикції якого знаходилася Луцька єпархія, правлячий архієрей якої не міг без його згоди переводитися в іншу митрополію, тим більше, ставати митрополитом. Іван повернувся додому і став управляти митрополією. Деякий час патріарх Константинопольський не перешкоджав йому, однак пізніше призначив митрополитом Галицьким єпископа Вифлеємського Михайла, який, прибувши до Галичини, намагався позбавити Івана права управляти митрополією.
У 1401 році Київський митрополит Кипріян нарешті домігся ліквідації Галицької митрополії. Наступник невизнаного митрополита Івана — Сава був скинутий у тому ж році на соборі в Москві. З 1414 року Галицька єпархія була перетворена на намісництво, предствоятелем якого був не єпископ, а намісник Київського митрополита. У 1458 році, після самовільного відокремлення Московської митрополії, Константинопольський патріарх провів реорганізацію Київської митрополії, зокрема, надавши Київським митрополитам титул «Митрополит Київський, Галицький та всієї Русі».

## Правлячі архієреї
Митрополити Галицькі:
- Ніфонт (1302 — 1305)
- Петро (1305 — 1326), одночасно і митрополит Київський
- Гавриїл (1326 — 1329)
- Теодор (1331 — 1347)

Митрополити Галицькі, Волинські і Литовські:
- Антоній (1370 — 1391)
  - Іван, єпископ Луцький і Белзький (тимчасово керував у 1391 — 1401 роках)
- Михайло (призначений Константинопольським патріархом між 1391 і 1401 роками, однак де-факто не керував митрополією через спротив єпископа Івана)